# ABaC (restaurant)
ABaC és un restaurant de Barcelona, obert l'any 2000, dirigit des del 2010 pel xef i cuiner Jordi Cruz.
ABaC es van obrir l'any 2000 al número 79 del carrer del Rec de Barcelona, amb el xef Xavier Pellicer al capdavant. L'any 2008 el restaurant es va traslladar al número 1 de l'Avinguda Tibidabo, al barri de Sant Gervasi-Bonanova de Barcelona. L'any 2010 va suposar el canvi en la direcció dels fogons, quan Jordi Cruz va substituir Xavier Pellicer com a cap de cuina. L'adaptació va ser ràpida: un any després d’aterrar a l'ABaC, el nou xef i el seu equip ja havien obtingut el guardó al Millor Restaurant de Catalunya 2011 per l'Acadèmia Catalana de Gastronomia. El restaurant havia aconseguit la tercera Estrella Michelin.
La cuina d'ABaC, dissenyada per Joaquim Casademont, és alhora creativa i tradicional. La presentació dels plats destaca dins un ambient relaxat i neutre, i amb la decoració de línies senzilles. El restaurant, que ha estat lloc de trobada de personalitats internacionals, compta amb dues sales, amb capacitat per a 20 i 60 persones, per a esdeveniments privats; amb un Lounge Bar i amb un celler amb més de 900 referències.